# Gambas
Gambas je licenčně svobodný programovací jazyk a k němu příslušející vývojové prostředí, které jsou postavené na základě jazyka BASIC a po vzoru Visual Basicu, s kterým jsou do určité míry kompatibilní, jej rozšiřují o objektově orientované programování. Jméno je anglickou rekurzivní zkratkou Gambas almost means basic (tj. „Gambas skoro znamená basic“), přičemž španělsky slovo gambas označuje některé desetinožce, z čehož je odvozeno logo projektu.
Gambas začal vznikat pro un*xové systémy, zejména Linux a FreeBSD, ale pomocí Cygwinu jej lze provozovat i v Microsoft Windows. Licencován je licencí GNU GPL. Vývoj Gambasu začal v roce 1999, verze 1.0 byla vydána v říjnu 2004.